# Fédération belge de rugby à XV
La Fédération belge de rugby à XV (officiellement Belgium Rugby depuis 2019, auparavant Fédération belge de rugby – Belgische Rugby Bond) est l'organisme dont la mission est d'organiser et de développer le rugby à XV en Belgique.
Elle regroupe les districts provinciaux, les clubs, les dirigeants, les joueurs, les entraîneurs, les éducateurs et les arbitres, pour contribuer à la pratique et au développement du rugby dans toutes les communautés belges. C'est une organisation qui réunit la LBFR (Ligue belge francophone de rugby) et la VRB (Vlaamse Rugby Bond). Elle est membre de plusieurs organisations sportives : membre de l'International Rugby Board (IRB) et membre associé (1988), membre du Comité national olympique interfédéral belge (COIB), membre fondateur (1934) de la FIRA – Association européenne de rugby et membre honoraire de la Rugby Football Union.
La fédération belge créée le 24 novembre 1931 (un des membres fondateurs de la FIRA – Association européenne de rugby, le 2 janvier 1934) est une des plus vieilles fédérations européennes. Elle fut créée à l'initiative de français du Rugby club français (créé en 1930 par Jean Rey, futur premier sélectionneur de l'équipe nationale), bien que ce soit les britanniques des British Sport Club d'Anvers (section créée en 1919 à l'initiative d'Henri Truyens) et de Bruxelles (1925) qui implantèrent le rugby en Belgique. Le premier conseil d'administration eut lieu le 20 janvier 1932 et le premier match de l'équipe nationale fut organisé le 13 mars 1932 et se solda par un match nul aux Pays-Bas, 6 à 6. Un premier match officieux avait eu lieu à La Haye, le 1er juillet 1930, contre une sélection néerlandaise et s'était soldé par une victoire 0-6. Le retour, en fin de saison 1930-31, vit aussi les Belges gagner, à Bruxelles, sur le score de 11-0.

## Historique
La fédération fut créée le 24 novembre 1931 à l'initiative du Rugby Club Français qui devient dès lors Gallia Rugby Club (créé en 1930 par Jean Rey qui jouait auparavant au Brussels British Sport Club) bien que le rugby fut introduit en Belgique par les britanniques d'Anvers (1919) puis de Bruxelles (1925) après la Première Guerre mondiale. Dès 1931 et la création du premier club créé par des Belges à Anderlecht (le William Ellis Rugby Club devenu en 1935 le RSCA-Rugby), les clubs se multiplient (le Léopold, le White Star, le Beerschot, le Schaerbeek R.C. et le R.A. Molenbeekois), et le premier championnat de Belgique est mis en place en 1936-37. C'est l'Antwerp British Sport Club qui le remporte et ce sont les équipes du Beerschot et d'Anderlecht qui gagnent les deux dernières éditions d'avant-guerre en 1938 et 1939. Pendant la guerre, le président de la fédération, l'Anderlechtois Désiré d'Hooghe, maintient l'activité du rugby en Belgique en créant, en 1941, l'École belge de rugby à Anderlecht pour regrouper les ruggers du pays. À la Libération, en 1944, la sélection de l'école (où l'on retrouve la plupart des internationaux belges) rencontre la Royal Navy, la Royal Air Force, la Royal Artillery et joue même deux tests face à la sélection de la British Army On the Rhine. En 1945-46, seuls les clubs d'Anderlecht et de Schaerbeek reprennent leurs activités. La saison suivante, ce sont les britanniques d'Anvers qui font réapparition et un second club, le Sparta, se crée à Anderlecht. Et, surtout la même année, c'est l'inscription de ceux-ci dans le franco-belge (championnat de France du comité des Flandres) qui fait l'évènement. Le doyen des clubs (créé par des joueurs du RC Français le 21 septembre 1931), et membre fondateur de la fédération (avec le Rugby Club Français, l'Antwerp British Sport Club et le Brussels British Sport Club), est la section rugby du Royal Sporting Club Anderlechtois qui est aussi le club le plus titré avec 20 titres de champions de Belgique. Le plus ancien club de Wallonie est le Royal Football Club liégeois rugby, fondé en 1958. Récemment, c'est un club né de l'Anderlecht en 1970 qui a dominé pendant deux décennies le rugby belge : le Boitsfort Rugby Club.
Dans le cadre de l'édition 2018-2019 du Bouclier continental, la Fédération belge est invitée à présenter une équipe pour participer à la compétition, comme lors des saisons précédentes. Ainsi, après la participation du Kituro RC et du Dendermondse RC, la fédération choisit de créer une sélection pour l'occasion, rassemblant les meilleurs joueurs du championnat belge,. Au terme de la phase de poule, l'équipe ne parvient pas à se qualifier pour la suite de la compétition. L'existence de cette dernière n'est pas reconduite par le futur.
Aujourd'hui, la FBRB compte 11 500 affiliés répartis en 56 clubs répartis dans la Région de Bruxelles-Capitale, en Région wallonne, en Région flamande et au Grand-Duché de Luxembourg.

## Identité

### Toponymie
Elle est initialement connue sous ses noms un double nom franco-néerlandais, Fédération belge de rugby – Belgische Rugby Bond, ou de manière courte sous l'acronyme FBRB désignant les deux formes. Depuis 2019, elle adopte une forme anglophone, Belgium Rugby, dans un but d'internationalisation et linguistiquement neutre.

### Logo
Le 9 février 2019, la fédération inaugure son nouveau logo dans le cadre de la rencontre Belgique-Allemagne.

Évolution du logo
Ancien logo.
Ancien logo jusqu'au 9 février 2019.
Logo depuis 9 février 2019.

## Rugby à XV en Belgique
La FBRB compte :
- 12206 licenciés (en 2017)
- 56 clubs dont 8 à Bruxelles, 26 en Wallonie, 21 en Flandre et 1 au Luxembourg
- 2 ligues régionales : la Vlaams Rugby Bond (VRB) et la Ligue belge francophone de rugby (LBFR).
- 3 districts de la VRB :
  - Provincie Antwerpen (Anvers)
  - Provincie Vlaams-Brabant & Limburg (De zwarte panters) (Brabant flamand et Limbourg)
  - Provincie Oost-Vlaanderen & West-Vlaanderen (De witte leeuwen). (Flandre orientale et Flandre occidentale)
- 3 districts de la LBFR :
  - District du Brabant (Bruxelles - Brabant Wallon)
  - District du Hainaut
  - District de Liège - Namur - Luxembourg.

Outre la compétition nationale et les matches de coupe, la Fédération gère l'organisation des matches internationaux où sont engagées les équipes seniors, espoirs (moins de 20 ans), juniors (moins de 18 ans), cadets (moins de 17 ans), féminines. 
La compétition nationale comprend des équipes de seniors, de juniors, de cadets, de dames ainsi qu'un circuit de rugby à sept. La compétition des Seniors est répartie en 6 divisions. Toutes les équipes évoluant au sein de l'élite ont une équipe réserve et une école de rugby, ce qui est également le cas de plus en plus des clubs régionaux.
La Belgique paraît sur la scène internationale via sa participation au championnat FIRA-AER et aux phases qualificatives pour la Coupe du Monde. L'équipe nationale à VII participe au Circuit Européen et à des tournois internationaux. La sélection nationale féminine, les Diablesses noires, intègre pour la première fois le Trophée européen féminin organisé depuis 1995 par la FIRA en 2001. Les meilleures équipes belges participaient à la Benecup, remportée en 1997 et 2006 par le club belge de Boitsfort.

### Ligue belge francophone de rugby
La Ligue Belge Francophone de Rugby a mis sur pied un "Sport-Étude" qui fonctionne très bien depuis plusieurs années. Elle gère aussi le championnat régional francophone (anciennement 3 divisions, 2 divisions depuis 2019).

### Vlaamse Rugby Bond
Le Vlaamse Rugby Bond organise chaque année, depuis 1997, un tournoi de Beach Rugby, le Strandrugby. Elle gère aussi le championnat régional de la partie néerlandophone du pays.